# Philip Short
Philip Short (Cork, 15 mei 1960 - Na Forbacha, 31 augustus 2018) was een Iers schaker met een FIDE-rating van 2284 in 2006 en 2298 in 2016. Hij was FIDE meester.
In 1981, 1986 en 1988 was hij kampioen van Ierland, in 2015 werd hij gedeeld eerste in de strijd om het kampioenschap van Ierland.
In juli 2005 speelde hij in Dublin mee in het toernooi om het kampioenschap van Ierland en eindigde hij met 5.5 uit 9 op de vijfde plaats.
Ook in 2009 deed hij mee in de strijd om het kampioenschap van Ierland.
In juni 2015 won hij met 6.5 pt. uit 7 het Bray rapidschaak toernooi, dat meer dan 100 deelnemers had.
Philip is geen familie van Nigel Short. Hij had twee dochters, hij overleed op 58-jarige leeftijd.